# أناليز براكنزيك
أناليز براكنزيك (ولدت في 9 ديسمبر 1972) عارضة أزياء، وممثلة، ومذيعة تلفزيونية أسترالية. ظهرت في حلقة من مسلسل الأسترالي ذهابا وإيابا عام 1998.

## روابط خارجية
- Official Website
- أناليز براكنزيك على موقع IMDb (الإنجليزية)
- أناليز براكنزيك على موقع قاعدة بيانات الفيلم (الإنجليزية)